# Rocafort (Santa Maria d'Oló)
Rocafort és una masia barroca de Santa Maria d'Oló (Moianès) inclosa a l'Inventari del Patrimoni Arquitectònic de Catalunya.

## Descripció
Masia fortificada, de planta quadrada i amb coberta a quatre vents. La seva estructura li dona una aparença massissa i ostentosa. El gran portal d'entrada és de mig punt i adovellat, amb un escut a la dovella central i una arquivolta ornamental, recolzada sobre mènsules. L'edifici és de tres plantes, ben diferenciades externament mitjançant uns cordons que sobresurten lleugerament del mur. El primer pis té forces obertures -algunes reconvertides en balcons-, totes adovellades, així com ho són les finestres més petites del segon pis. A cadascun dels quatre angles superiors hi ha una torrella de planta circular, amb la coberta de forma cònica, amb pedra. L'edifici té un cos adossat, de dues plantes, la superior convertida en galeria. El conjunt és molt homogeni i ben conservat.

## Història
L'estructura actual s'aixeca sobre una de medieval, documentada des del segle xii, de la que no en queden vestigis. Al segle xvii, els propietaris de la finca de Rocafort, sembla que seguien ordres directes de Madrid, en relació amb el conflicte de la guerra dels Segadors. La finca va ser desbastada; la reconstrucció fou pagada en un 80% per la cort. La família dels Rocafort també va estar involucrada en lluites de bandolers.
La dovella central del portal d'entrada porta la data de 1643, moment de la reconstrucció del mas. A la dovella hi ha esculpit un escut de factura renaixentista. L'any 1774 es van fer noves transformacions al mas. El darrer propietari, a la dècada del 1980 ha fet algunes modificacions com el tancament de la galeria per vidriera de colors.